# Советское военное кладбище (Райтвайн)

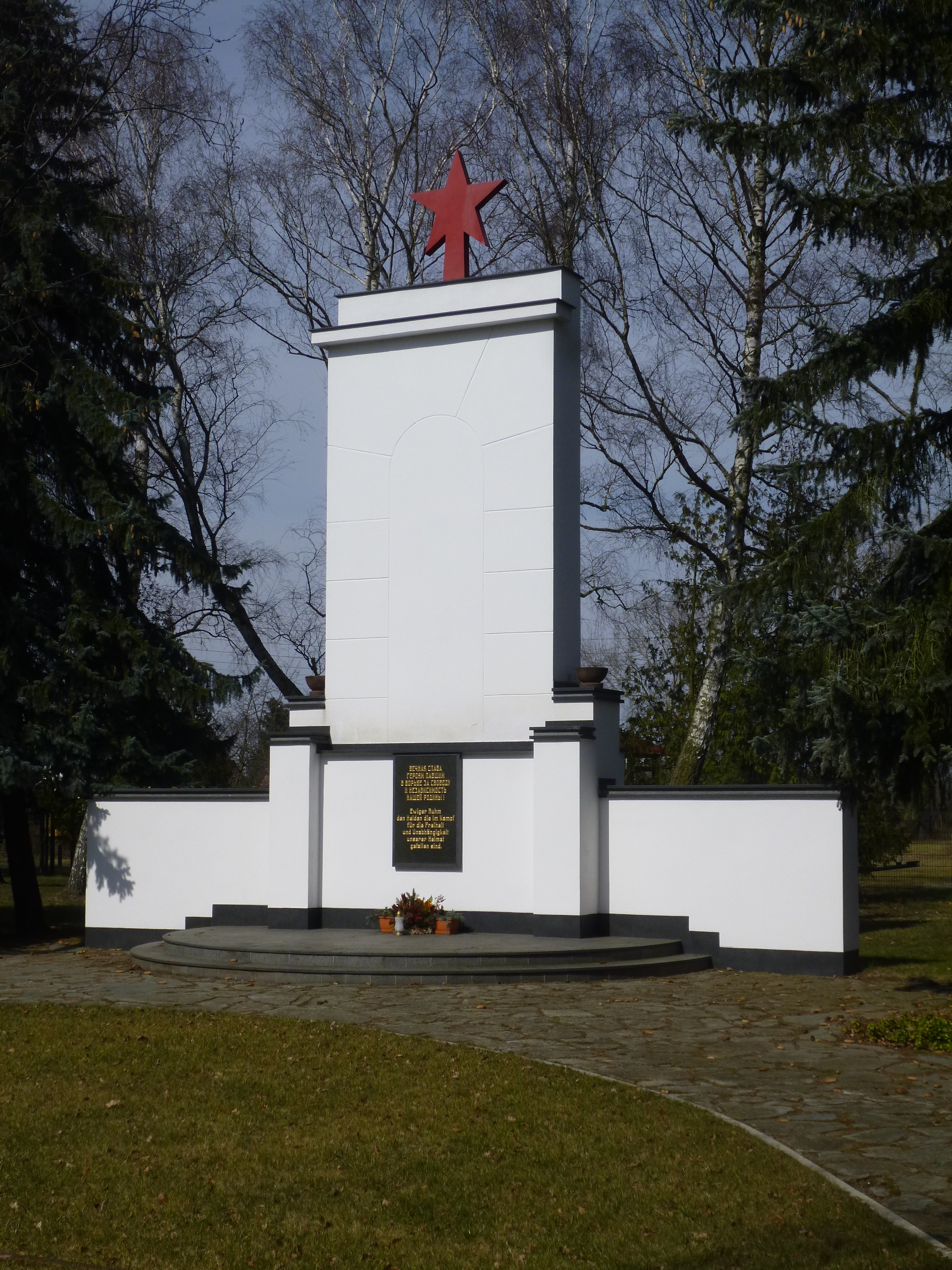
Центральная часть кладбища

Советское военное кладбище в Райтвайне (нем. Sowjetische Kriegsgräberstätte Reitwein) — мемориальное кладбище в Райтвайне, расположенном в районе Меркиш-Одерланд, Бранденбург, Германия. Находится в центре населённого пункта в бывшем парке рядом с Райтвайнским замком.
Возникло после окончания Великой Отечественной войны в память о солдатах и офицерах Советской армии, павших в ходе Берлинской наступательной операции в 1945 году.
В братских могилах захоронен 3001 солдат и офицер Советской армии. 2403 из павших числятся неизвестными. Среди известных похороненных здесь - Б. Г. Комаров,  полный кавалер ордена Славы.
Во время существования ГДР дань памяти захороненным здесь советских воинов ежегодно отмечалась в феврале с участием делегаций из Райтвайна, студентов из Подельцига и расположенного поблизости гарнизона Советской Армии в Кюстрине.
В 2008 году военное кладбище было отреставрировано за счёт средств посольства России.